# 極度重犯
《極度重犯》，於1998年發行，是由林嶺東執導的香港電影。

## 剧情
十二年前，因為殺人入獄的李当（古天樂饰），並沒有指證出策劃者陳雄（任達華飾）與一起做案的好友Max（張智霖飾）。十二年後，刑滿出獄的李當決定不再重蹈覆轍，要好好地重新做人，陳雄與Max卻忽然來電，逼他暗殺菲律賓總統候選人。李當雖然拒絕了他們的要求，但却立刻傳來目標人物被殺的消息。李當發現自己被陳雄陷害後，開始亡命天涯，而後在暗殺總統主謀與女記者的幫助下，揭露陳雄犯罪的證據，也洗脫了自己的罪名。

## 演員
- 古天樂飾演李当/Lee Don
- 任達華飾演陳雄/Dante Aquino
- 呂良偉飾演King Tso/僱傭兵組織首領
- 巫啟賢飾演王Sir/Policeman/菲律賓警方政治部高級督察
- 蔡少芬飾演Annie
- 張智霖飾演Max
- Mike Cassey飾演TV News Reporter
- 霍永富飾演Aquino's Henchman
- 齊芷瑶飾演Francisca/妓女
- 高飛飾演Aquino's Henchman
- 蔡業信飾演Kevin/僱傭兵組織成員

## 外部連結
- 香港影庫上《極度重犯》的資料（繁體中文）
- 豆瓣电影上《極度重犯》的資料 （简体中文）
- 时光网上《極度重犯》的資料（简体中文）
- AllMovie上《極度重犯》的资料（英文）
- 爛番茄上《極度重犯》的資料（英文）
- 互联网电影数据库（IMDb）上《極度重犯》的资料（英文）